# 前田千亞紀
前田千亞紀（日语：／ Maeda Chiaki，1970年3月17日—），日本女性配音員。青二Production所屬。出身於大阪府堺市。身長153cm。A型血。
舊藝名（日文讀音相同）。

## 來歷
前田千亞紀畢業於武庫川女子短期大學部。俳協Voice Actors Studio第1期畢業。青二塾大阪校第11期畢業。

## 人物
興趣：看棒球比賽、跳舞、動作編排。特長：編織、整理整頓。方言：關西方言。

## 演出
粗體字表示主要角色。

### 電視動畫
1993年
- 忍者亂太郎

1995年
- 空想科學世界（雌馬）

1996年
- 鬼太郎 (第4作)（小孩B、筒井敏子、小貓、女高中生A、男孩子B、螢、小孩、淺野由莉娜、妹妹）
- 近所物語（女孩子）

1998年
- 吉本無知子物語（日语：ヨシモトムチッ子物語）

1999年
- 蠟筆小新（泉）
- 週刊故事樂園（日语：週刊ストーリーランド）（女員工B、女孩子A、小孩）
- 哆啦A夢 (大山羨代版)（萬能椅、女孩子A、女孩子、園童A、女人 等）

2002年
- 釣魚迷日記
- 超齡細公主（周昂）

2003年
- 高機動幻想 ～嶄新之行軍歌～（日语：ガンパレード・マーチ 〜新たなる行軍歌〜）（田邊真紀）

2004年
2007年
- 名偵探柯南（女孩子）

### 遊戲
1996年
- 戀愛物語（日语：エーベルージュ）（悠羅斯·普羅旺斯）

1998年
- OverBlood2（日语：OverBlood）（妮娜·布拉尼）
- 英雄志願（日语：英雄志願）（梅伊）
- 心動美麗同盟（日语：ドキドキプリティリーグ#ドキドキプリティリーグ）（天馬巡、山田敏子）
- （郁子）
- 天仙娘娘 ～劇場版～（明鈴）
- Battle Tryst（日语：バトルトライスト）

1999年
- 學園戰隊Sol Blast（日语：学園戦隊ソルブラスト）（（櫻井智惠理）
- 聖少女艦隊Virgin Fleet（日语：聖少女艦隊バージンフリート）（花殘一輪）
- 純愛手札2（佐倉楓子）
- 純愛手札2 對戰方塊（日语：対戦ぱずるだま）（佐倉楓子）
- 人偶情緣（人偶）
- 熱門高爾夫（日语：ゴルフしようよ）（凱薩琳·懷特）

2000年
- Hyper Value 2800 麻雀（上杉螢子、琳香）

2001年
- 召喚夜響曲2（日语：サモンナイト2）（拉蜜）

2003年
- 鳶尾花物語（末永櫻）

2004年
- （一野·A）

2009年
- 符文工廠3（莫妮卡、艾莉莎·哈拉佩紐·薇薇安裘）

2023年
- 符文工廠3豪華版（莫妮卡、艾莉莎·哈拉佩紐·薇薇安裘）

### 廣播劇CD
- 時鐘塔：鬼頭（日语：クロックタワーゴーストヘッド）（鷹野千夏）
- 第十三種人格 ～ISOLA～（森谷千尋）
- 青澀寶貝V 學生時代的回憶1（中居）
- 東京星足球俱樂部（伊佐坂若女）
- 純愛手札2（佐倉楓子）
- 人偶情緣
  - ORIGINAL DRAMA Prototype 0（人偶、零）
  - DJ/CD 特別篇

### 外語配音

#### 電影
- 危機總動員

### 電視劇
- 圈套 第1期第4話「消失的村莊1」（2000年）—

### 電視節目
- Tazan.TV（解說）

### 特攝影集
- 布斯卡！布斯卡!!（1999年）
- 百獸戰隊牙吠連者（2001年，牙吠犰狳的聲音）

### 旁白
- 邁向未來的教室（日语：未来への教室）

### 角子機
- 角子機

### 人偶劇
- 兒童人偶劇場（日语：こどもにんぎょう劇場）「長襪子皮皮」

### 廣播節目
- 前田家的野望（PPC）（主持人）
- 人偶情緣電台（主持人）

### 其它
- 英語教材「和皮皮爾一起」系列（皮皮爾）
- 學研花丸兒童「布丁TV」（布丁）

## 腳註

## 外部連結
- 前田千亞紀｜青二Production （日語）
- Chia-Diary （日語）—前田千亞紀的官方個人部落格。
- （日語）